# Rob Rensenbrink
Rob Rensenbrink, właśc. Pieter Robert Rensenbrink (ur. 3 lipca 1947 w Amsterdamie, zm. 24 stycznia 2020 w Oostzaan) – holenderski piłkarz, grający na pozycji lewoskrzydłowego lub środkowego napastnika. Z reprezentacją Holandii, w której barwach rozegrał 46 meczów, zdobył wicemistrzostwo świata w 1974 i 1978 roku oraz brązowy medal mistrzostw Europy w 1976 roku. Przez dziewięć lat był zawodnikiem RSC Anderlecht. Dwukrotnie triumfował z nim w rozgrywkach o mistrzostwo kraju i tyle razy w Pucharze Zdobywców Pucharów. W 1978 roku został królem strzelców ligi belgijskiej.
Podczas mundialu 1978 w meczu ze Szkocją strzelił tysięcznego gola w historii finałów mistrzostw świata.
Zmarł 24 stycznia 2020 roku w wieku 72 lat. Powodem śmierci był rak prostaty.

## Sukcesy piłkarskie
- Puchar Belgii 1970 z RFC Brugeois
- mistrzostwo Belgii 1972 i 1974, Puchar Belgii 1972, 1973, 1975 i 1976, Puchar Zdobywców Pucharów 1976 i 1978, finał Pucharu Zdobywców Pucharów 1977 oraz Superpuchar Europy 1976 i 1978 z RSC Anderlechtem
- W 1973 roku był królem strzelców ligi belgijskiej

W reprezentacji Holandii od 1968 do 1979 roku rozegrał 46 meczów i strzelił 14 goli – wicemistrzostwo świata 1974 i 1978 oraz brązowy medal mistrzostw Europy 1976.